# Bussen (Landschaftsschutzgebiet)
Das Gebiet Bussen ist ein mit Verordnung vom 1. Dezember 1969 ausgewiesenes Landschaftsschutzgebiet im baden-württembergischen Landkreis Biberach (LSG-Nummer 4.26.022) in Deutschland.

## Lage
Das rund 1411 Hektar (ha) große Schutzgebiet „Bussen“ gehört zu den Naturräumen Donau-Ablach-Platten und Hügelland der unteren Riß. Es liegt auf dem Gebiet der Gemeinden Dürmentingen (40,3126 ha = 2,85 %), Unlingen (546,5685 ha = 38,73 %) und Uttenweiler (824,3758 ha = 58,42 %). Es erstreckt sich um den namensgebenden, 767 m ü. NHN Meter hohen Bussen, einem der meistbesuchten Wallfahrtsorte Oberschwabens und hervorragendem Aussichtsberg mit Blick bis zu den Alpen.

## Schutzzweck
Wesentlicher Schutzzweck ist der Erhalt eines „hoch über seine Umgebung hinausragenden Restbergs mit einer Kappe aus obermiozänen Süßwasserkalken in einer glazial geformten Umgebung.“

## Zusammenhängende Schutzgebiete
Mit dem Landschaftsschutzgebiet „Bussen“ ist das FFH-Gebiet „Donau zwischen Munderkingen und Riedlingen“ (DE-7823-341) als zusammenhängendes Schutzgebiet ausgewiesen.